# 임금님의 첫사랑
"임금님의 첫사랑"은 1967년 공개된 대한민국의 영화이다.

## 배역
- 신성일
- 문희
- 황정순
- 전계현
- 정애란
- 김칠성
- 이낙훈
- 한은진
- 추석양